# Поливанівська сільська рада
Полива́нівська сільська́ ра́да — колишній орган місцевого самоврядування в Магдалинівському районі Дніпропетровської області. Адміністративний центр — село Поливанівка.

## Загальні відомості
- Населення ради: 1 582 особи (станом на 2001 рік)

## Населені пункти
Сільській раді підпорядковані населені пункти:
- с. Поливанівка
- с. Веселий Гай
- с. Калинівка
- с. Новоіванівка

## Склад ради
Рада складається з 16 депутатів та голови.
- Голова ради: Скиба Іван Олександрович
- Секретар ради: Коваленко Наталія Олексіївна

### Керівний склад попередніх скликань
| Прізвище, ім'я, по батькові | Основні відомості                                                                       | Дата обрання | Дата звільнення |
| --------------------------- | --------------------------------------------------------------------------------------- | ------------ | --------------- |
| Бровко Тетяна Володимирівна | Сільський голова, 1959 року народження, Всеукраїнське об'єднання «Батьківщина»          | 26.03.2006   | 31.10.2010      |
| Скиба Іван Олександрович    | Сільський голова, 1956 року народження, освіта середня спеціальна, член Партії регіонів | 31.10.2010   |                 |

Примітка: таблиця складена за даними сайту Верховної Ради України

### Депутати
За результатами місцевих виборів 2010 року депутатами ради стали:

#### За суб'єктами висування
| Суб'єкт висування                                   | Кількість обраних депутатів | %    |
| --------------------------------------------------- | --------------------------- | ---- |
| Партія регіонів                                     | 8                           | 50   |
| Самовисування                                       | 5                           | 31,3 |
| Політична партія Всеукраїнське об'єднання «Громада» | 2                           | 12,5 |
| Народна партія                                      | 1                           | 6,3  |

#### За округами
| № округу                                            | Прізвище, ім'я, по батькові         | Дата визнання обраним | Освіта             | Партійна приналежність                                      | Відомості про обраного депутата                              |
| --------------------------------------------------- | ----------------------------------- | --------------------- | ------------------ | ----------------------------------------------------------- | ------------------------------------------------------------ |
| Народна Партія                                      |                                     |                       |                    |                                                             |                                                              |
| 12                                                  | Владімерова Віта Олександрівна      | 04.11.2010            | незакінчена вища   | позапартійна                                                | Дніпропетровський держекспертцентр, агроном                  |
| Партія регіонів                                     |                                     |                       |                    |                                                             |                                                              |
| 2                                                   | Кіріченко Петро Андрійович          | 04.11.2010            | середня спеціальна | позапартійний                                               | селянське фермерське господарство «Кіріченко», голова        |
| 3                                                   | Бабай Борис Олексійович             | 04.11.2010            | вища               | член Партії регіонів                                        | Поливанівська загальноосвітня школа, директор                |
| 4                                                   | Святська Олена Миколаївна           | 04.11.2010            | вища               | позапартійна                                                | Поливанівська сільська рада, головний бухгалтер              |
| 6                                                   | Іванова Ярослава Олегівна           | 04.11.2010            | вища               | член Партії регіонів                                        | Поливанівська сільська рада, бухгалтер                       |
| 10                                                  | Запоточна Маргарита Іванівна        | 04.11.2010            | середня спеціальна | позапартійна                                                | Поливанівська сільська рада, інспектор ВО                    |
| 11                                                  | Суббота Катерина Олександрівна      | 04.11.2010            | середня            | член Партії регіонів                                        | тимчасово не працює                                          |
| 14                                                  | Сьомченко Марія Сергіївна           | 04.11.2010            | середня            | позапартійна                                                | Поливанівське відділення зв'язку, поштар                     |
| 16                                                  | Никитенко Олександр Антонович       | 04.11.2010            | середня            | позапартійний                                               | Дніпропетровський держекспертцентр, різноробочий             |
| Політична партія Всеукраїнське об'єднання «Громада» |                                     |                       |                    |                                                             |                                                              |
| 8                                                   | Паршенко Тамара Василівна           | 04.11.2010            | середня спеціальна | член Політичної партії Всеукраїнського об'єднання «Громада» | тимчасово не працює                                          |
| 15                                                  | Федориненко Олександр Володимирович | 04.11.2010            | вища               | член Політичної партії Всеукраїнського об'єднання «Громада» | районне управління юстиції, державний виконавець відділу РВС |
| Самовисування                                       |                                     |                       |                    |                                                             |                                                              |
| 1                                                   | Коваленко Наталія Олексіївна        | 04.11.2010            | вища               | позапартійна                                                | Поливанівська сільська рада, секретар                        |
| 5                                                   | Гриценко Олексій Юрійович           | 04.11.2010            | вища               | позапартійний                                               | приватний підприємець                                        |
| 7                                                   | Зелена Ганна Володимирівна          | 04.11.2010            | вища               | член Всеукраїнського об'єднання «Батьківщина»               | Поливанівський ДБІ, медична сестра                           |
| 9                                                   | Бабенко Олег Михайлович             | 04.11.2010            | вища               | позапартійний                                               | приватний підприємець                                        |
| 13                                                  | Нестерук Тетяна Олександрівна       | 04.11.2010            | середня спеціальна | позапартійна                                                | Поливанівський ДБІ, санітарка                                |